# Lima (metropolitana di Milano)
Lima è una stazione della linea M1 della metropolitana di Milano.

## Storia
La stazione fu costruita come parte della prima tratta, da Sesto Marelli a Lotto, della linea M1 della metropolitana di Milano, entrata in servizio il 1º novembre 1964.

## Struttura e impianti
La stazione possiede una struttura comune a quasi tutte le altre stazioni della linea: si tratta di una stazione sotterranea a due binari, uno per ogni senso di marcia, serviti da due banchine laterali; superiormente si trova un mezzanino, contenente i tornelli d'accesso e il gabbiotto dell'agente di stazione.

## Interscambi
Nelle vicinanze della stazione effettuano fermata alcune linee urbane automobilistiche, gestite da ATM. La stazione, inoltre, fu provvista per decenni di un interscambio con la linea tranviaria 33: dal 14 giugno 2010 la linea è stata deviata su un altro percorso, rimuovendo l'interscambio.
- Fermata autobus

## Servizi
La stazione dispone di:
- Scale mobili
- Emettitrice automatica biglietti
- Stazione videosorvegliata
- Bar
- Servizi igienici